# サッポー
サッポー（古代ギリシア語アッティカ方言 (en) : Σαπφώ / Sapphō、紀元前7世紀末 – 紀元前6世紀初）は、古代ギリシアの女性詩人である。
出身地レスボス島で用いられたアイオリス方言 (en) ではプサッパ（Ψάπφα / Psappha）あるいはプサッポー（Ψάπφω / Psappho）と呼ばれる:134。名はサッフォー（英: Sappho）とも表記される。

## 生涯

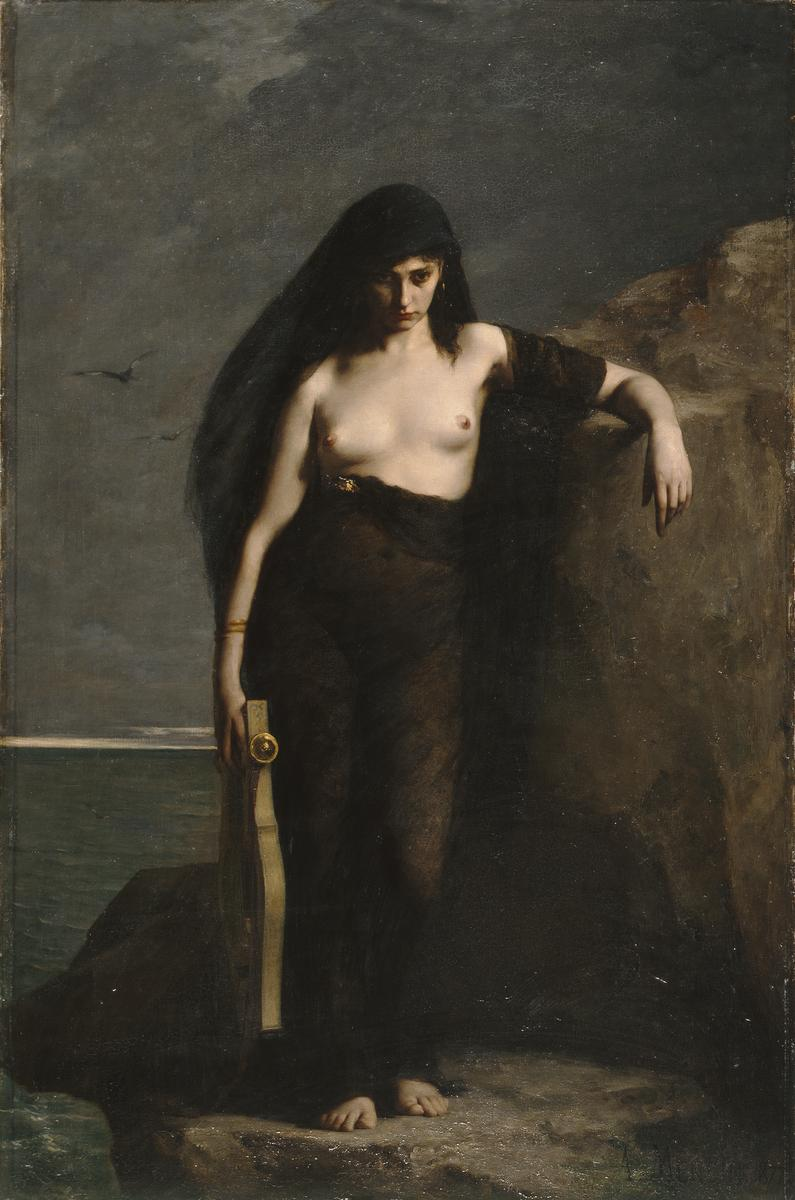
『サッポー』（1877年）シャルル・メンギン（1853年-1933年）、ある伝統的な説では、サッポーはレウカディアンの崖から飛び降りて自殺したという。

サッポーは生前から詩人として著名であり、シケリア島のシュラクサイに亡命の時期に彫像が立てられたという。またプラトーンの作と伝えられる詩の中では彼女を「十番目のムーサ」とも呼んでいる:130-131。
歴史学上ではっきりしているのは、サッポーはレスボス島で生まれたが、家族が執政のピッタコスと対立したために10年間ほどシケリア島に亡命し、その後、レスボス島に戻ったということのみである:143。サッポーに関する信頼できる文献は少なく、その生涯ははっきりしない。紀元前630年から紀元前612年の間のいずれかの年に生まれ、紀元前570年頃に亡くなったと考えられている。
出身地については通常島西部のエレソスとされるが、ミュティレーネーとされることもある。ラリュコス、カラクソス、エウリュギオスという3人の兄弟があったと伝えられ、うちカラクソスとラリュコスの2人は2014年に新たに発見されたサッポーの詩の断片 (Brothers Poem) で言及されている。ヘロドトス『歴史』2.135によれば、カラクソスはエジプトで大金を払って遊女ロドピスを身請けし、サッポーの詩の中で批判された。ストラボン『地理誌』17巻によるとカラクソスはレスボス島のワインをエジプトのナウクラティスに運んで売る商人で、サッポーの詩の中でドーリカー(Δωρίχα)と呼ばれている遊女を愛したする。ドーリカーの名は現存のサッポーの詩（5番）にも見える:141-142。
スーダ辞典には「富裕な商人であるアンドロス島のケルキューラースと結婚して、ひとりの娘を生んだ」と記されている。しかし、ケルキューラースという名前は（現存する）サッポーの詩に全く登場しない上、19世紀半ばのウィリアム・ミュアーによれば、アンドロス島のケルキューラースが「男の陰嚢」を意味する古代ギリシア語とよく似た音になるため、この伝承は歴史的事実でなく、喜劇作家による創作と考えられている。
ただし結婚したことは確かで、クレイスという娘があったことはサッポーの詩（123番）の中に見えている:138。
サッポーは、自分の身のまわりにいた少女たちに対する愛の詩を多く残した:147。そのため、サッポーと同性愛を結びつける指摘は紀元前7世紀ごろから存在した。
彼女によって選ばれた若い娘しか入れないある種の学校をサッポーがレスボス島に作ったといわれていたが、20世紀なかばのデニス・ペイジ (Denys Page) はこの説を否定した:148。また美少年パオーンとの悲恋の相手とする伝説も伝えられた。

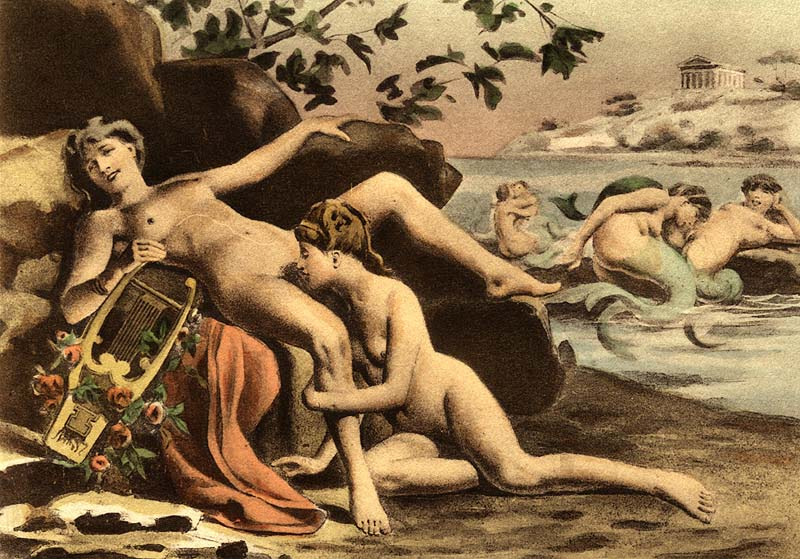
「サッポー」エドゥアール＝アンリ・アヴリル（1843 - 1928）、サッポーはこのように性愛画の題材となった

同じレスボス島出身の詩人アルカイオスとは詩の交換などで交遊があった。サッポー自身はアルカイオスと異なり、詩作において政治と関わることはせず、主観の方向は内的情熱に傾倒し、亡命の際以外、政治への関与は避けた。

## 作品・作風
サッポーは何十もの異なる韻律によって詩を書いたが、スタンザ形式になっているものが多く、とくに1つのスタンザが4行からなる四行詩が多い。11音節の詩行が3行と5音節の1行からなる形式はサッポー詩体として知られる。
サッポーの詩は大部分が滅び、他の作品の中に引用されるなどして断片が残るのみである。19世紀末以降に彼女の詩の断片を記したパピルスが発見され、現在でも新たに発見されることがある。2004年にはケルン・パピルスから老いに関するサッポーの詩の新たな断片 (Tithonus poem) が発見され、2014年にも兄弟について記した新しい詩の断片が発見された。
彼女の詩の中でほぼ完全な形で残っているのは「アプロディーテー讃歌」 (Ode to Aphrodite) で、ハリカルナッソスのディオニュシオスによる引用によって生き残った。サッポー詩体による7つのスタンザから構成される。もう1つ、やはり引用によってほぼ完全な形で生き残ったのが『レスボス詩人断片集』のサッポー31番 (Sappho 31) （沓掛訳では「恋の衝撃」という題になっている）で、伝ロンギヌス「崇高について」 (On the Sublime) に引用されている。
『レスボス詩人断片集』(PLF)ではサッポーの詩に1番（アプロディーテー讃歌）から213番までの番号を付しているが、その大部分は非常に小さな断片である。

## テクストの伝承と評価

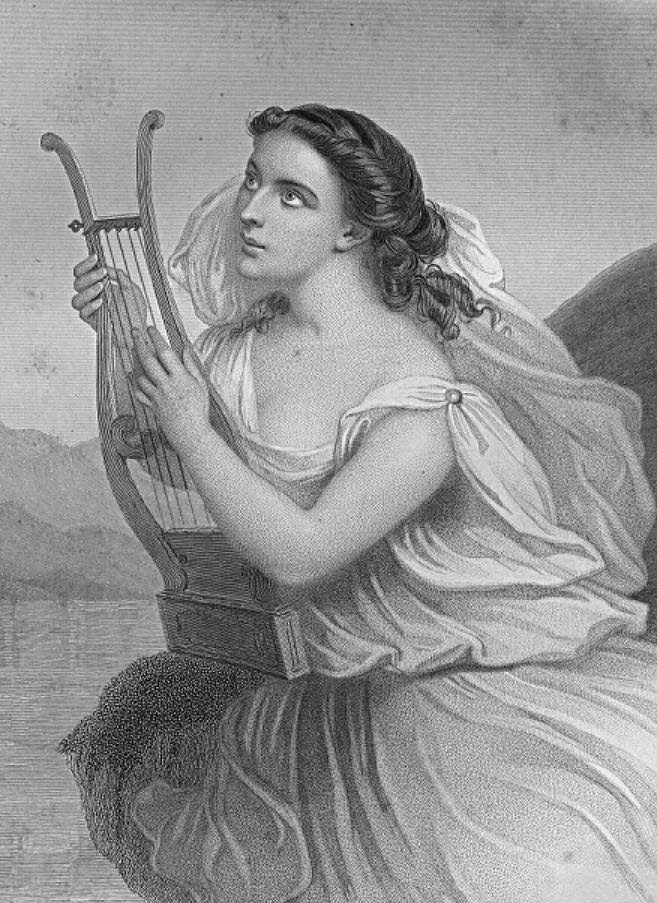
サッポー
（ロマン主義的なイメージで描かれたもの）（1883年の作品）

サッポーの詩はその在世中から人気があったが、古典期のアッティカにはすでに何らかの作品集が存在していたことが知られている:358-359。ヘレニズム時代、紀元前3世紀のアレクサンドリアにおいてサッポーの作品は正典化され、ビュザンティオンのアリストパネースとその弟子のアリスタルコスの2人によってそれぞれサッポー作品集が作られた。いずれも9巻で、アリストパネースのものは題材によって分類され、アリスタルコスのものは詩形によって分類されていた:358-359:153。アレクサンドリアの詩集は少しずつ散逸したが、2-3世紀ごろにはまだ大部分が残っていたらしい:153。
古代ギリシアにおいてサッポーは十番目のムーサとまで呼ばれて評価が高かったが、その一方でメナンドロスの喜劇の題材にもされた。古代ローマ時代にもよく知られ、オウィディウスは抒情詩「愛について」の中で「いまやサッポーの名はあらゆる国々に知られている」（Ars Amatoria, 第28行）と述べている（オウィディウスは「サッポーからパオーンへの手紙」によって伝説のイメージを広めた人物でもあった）。カトゥルスはサッポーを崇拝し、その51番の詩 (Catullus 51) はサッポーの有名な31番の詩 (Sappho 31) の翻案と考えられている。
キリスト教が興隆すると、2世紀のタティアヌス (Tatian) によってサッポーは「淫売で色気違い」であると非難されるようになった:128,151。ローマでキリスト教が公認されると、4世紀のコンスタンティノポリス大主教グレゴリオスによって焚書され、さらに11世紀に教皇グレゴリウス7世の命令で再び焚書された:360-361:153。これによって、19世紀末にパピルスが発見されるまでの間、サッポーの詩は引用によって残るもの以外ほとんどが消滅することになったとされる。しかしながらレイノルズによると、サッポーの詩が消滅した主要な原因は焚書のような弾圧によるものではなく、古典ギリシア語のアッティカ方言が真性のギリシア語とされるとアイオリス方言で書かれたサッポー作品は尊重されなくなり、その後パピルスの時代から羊皮紙の時代に移り変わったときに、新たに写本を作る手間をかける価値がないと見なされたために筆写されずに滅んでいったのだという。
ルネサンス以後のヨーロッパではサッポーの詩そのものが知られないまま、想像力を膨らませて膨大な量のサッポーに関する伝説が生まれることになった:132-133。とくにボードレールは『悪の華』初版で削除を命じられた「レスボス」においてレスボスを同性愛にふける島として描き、レズビアニズムの代表としてのサッポーのイメージを決定的にした:133。
現代では、Sapphic（サッポー風の）は女性同性愛者を、Sapphismは女性同性愛を示すのに用いられる。また、女性同性愛者を呼ぶ一般的な呼称である「レスビアン」もサッポーがレスボス島出身であることに由来する。ちなみに、英語で「レスボス人」は"lesbian"と表記されるが、これは「レズビアン」の"lesbian"と同じつづりである。そのことから、同島の現代の一般名称はミティリーニ島の名称に好んで替えられて呼ばれている。

## 日本語文献

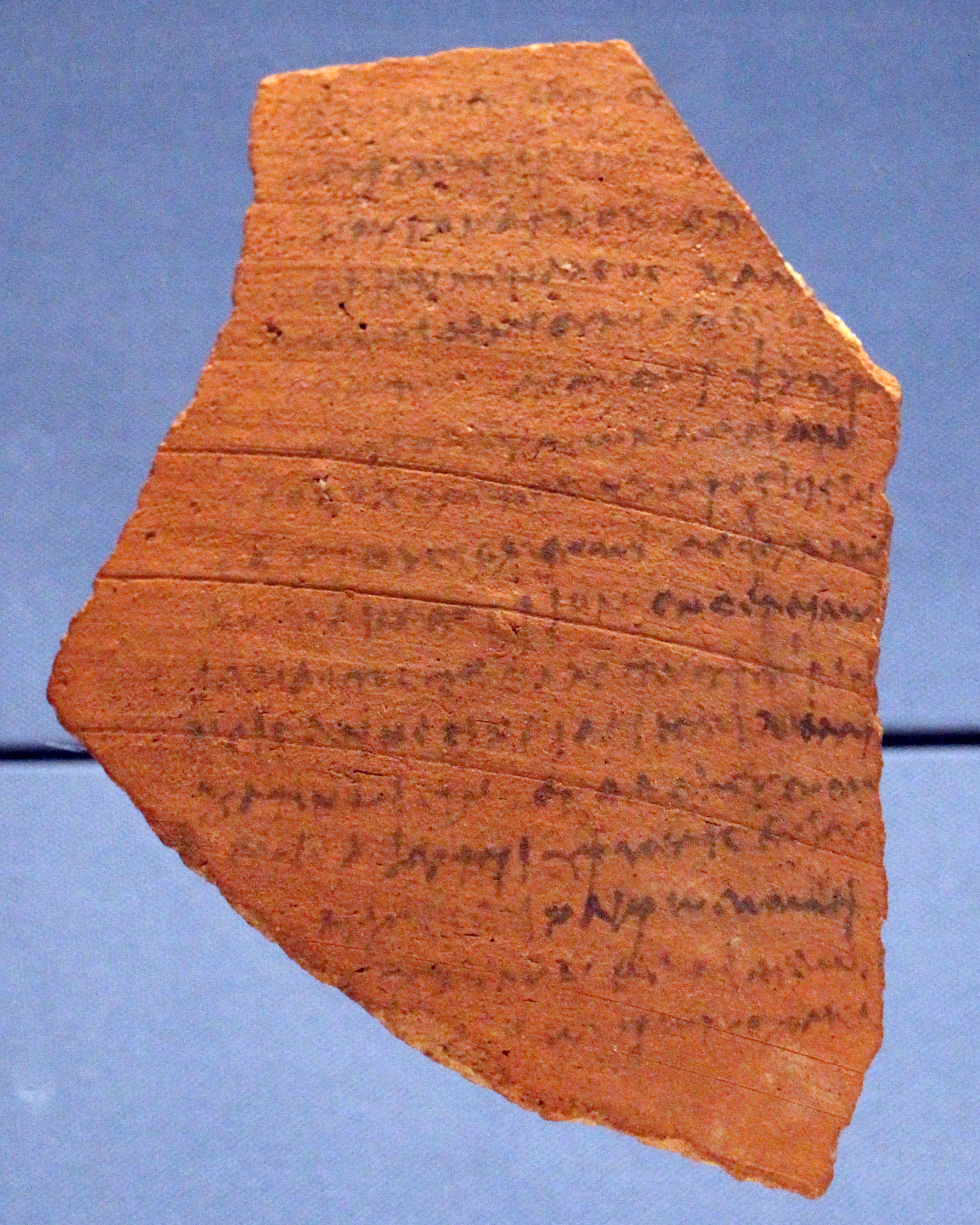
陶片に残された讃歌（2番）

日本では上田敏が1896年に「サッフオの詩集」を書いて、はじめてサッポーを日本に紹介し、3篇の詩を英語から日本語に翻訳した:415。
- 八木橋正雄『サッフォー詩集』八木橋正雄刊〈原文のギリシア語と対訳の全詩集〉、1980年：日本語初出。
- 沓掛良彦『サッフォー　詩と生涯』平凡社、1988年（2006年水声社再刊）。
- 呉茂一『ギリシア・ローマ抒情詩選』岩波文庫〈抜粋かつ抄訳のみ〉、1948年初版（2008年復刊ドットコム複刻）。
- 呉茂一『ギリシア・ローマ叙情詩選―花冠―』岩波文庫、1991年初版。